# Prosciutto

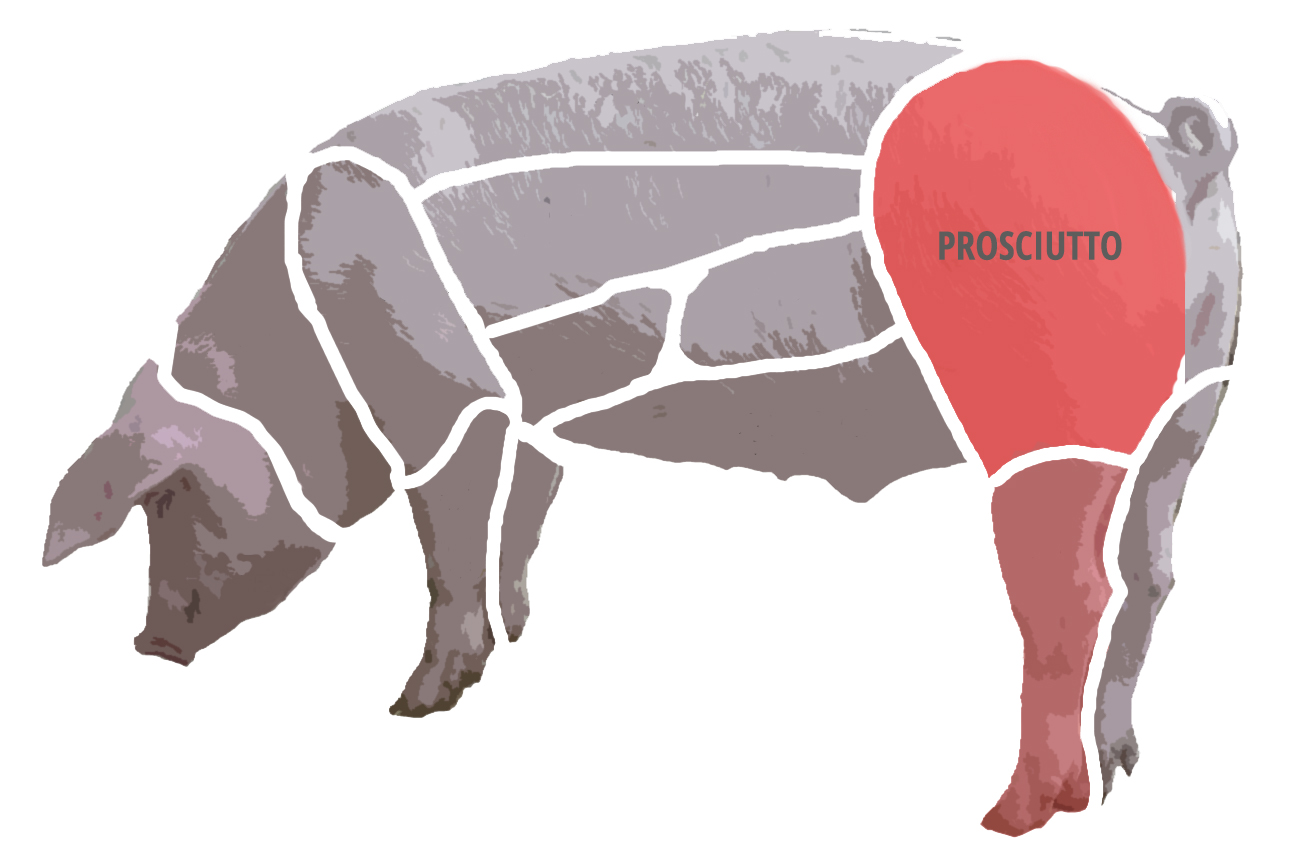
Il taglio anatomico del maiale denominato "prosciutto"

Il prosciutto è un taglio della carne del maiale. In campo alimentare il suo uso principale rappresenta la preparazione di due salumi: il prosciutto crudo e il prosciutto cotto.

## Descrizione
Tecnicamente e più correttamente, in lingua italiana col termine "prosciutto" ci si riferisce ad un taglio di carne dell'arto posteriore del maiale, dall'anca alla prima fila delle ossa tarsali, volgarmente noto come coscia. Sebbene in rari casi esso possa essere cucinato e servito fresco, la maggior parte dei prosciutti viene conciata o stagionata.

### Uso in senso lato e improprio del termine
Per questo motivo il termine "prosciutto" è usato anche per identificare il salume ricavato da questo taglio anatomico del maiale. Ci sono anche salumi (solitamente di qualità inferiore) chiamati erroneamente "prosciutti" che vengono prodotti utilizzando la spalla del suino (diffusa, ad esempio, la spalla cotta).
Talvolta con il termine prosciutto ci si riferisce inoltre a prodotti ottenuti da coscia di ovino o di oca o ancora di altri animali (cervo, cinghiale, orso, bisonte, ecc.).

### Uso del termine
Il termine italiano è stato adottato anche da altre lingue per identificare il prosciutto crudo. Sono 10 i prosciutti italiani DOP e IGP più apprezzati tra cui il prosciutto di Parma e il prosciutto di San Daniele. Il termine prosciutto in lingue diverse dall'italiano è quindi usato anche come chiaro riferimento a quest'ultimo. Il termine viene quindi utilizzato in lingua inglese come sinonimo di Italian ham.

## Storia
Le prime tracce della lavorazione di prosciutto in Italia possono ricondursi alla civiltà etrusca del VI-V secolo a.C..
Catone descrive il procedimento di salatura della coscia di maiale nel De agri cultura, attorno al 160 a.C..
Esiste tuttora una via a Roma denominata "Panisperna" (panis=pane e perna=coscia di maiale).
Ci sono rivendicazioni sull'origine cinese della prima carne salata, sebbene afferenti in epoca successiva a Catone.

## Usi gastronomici

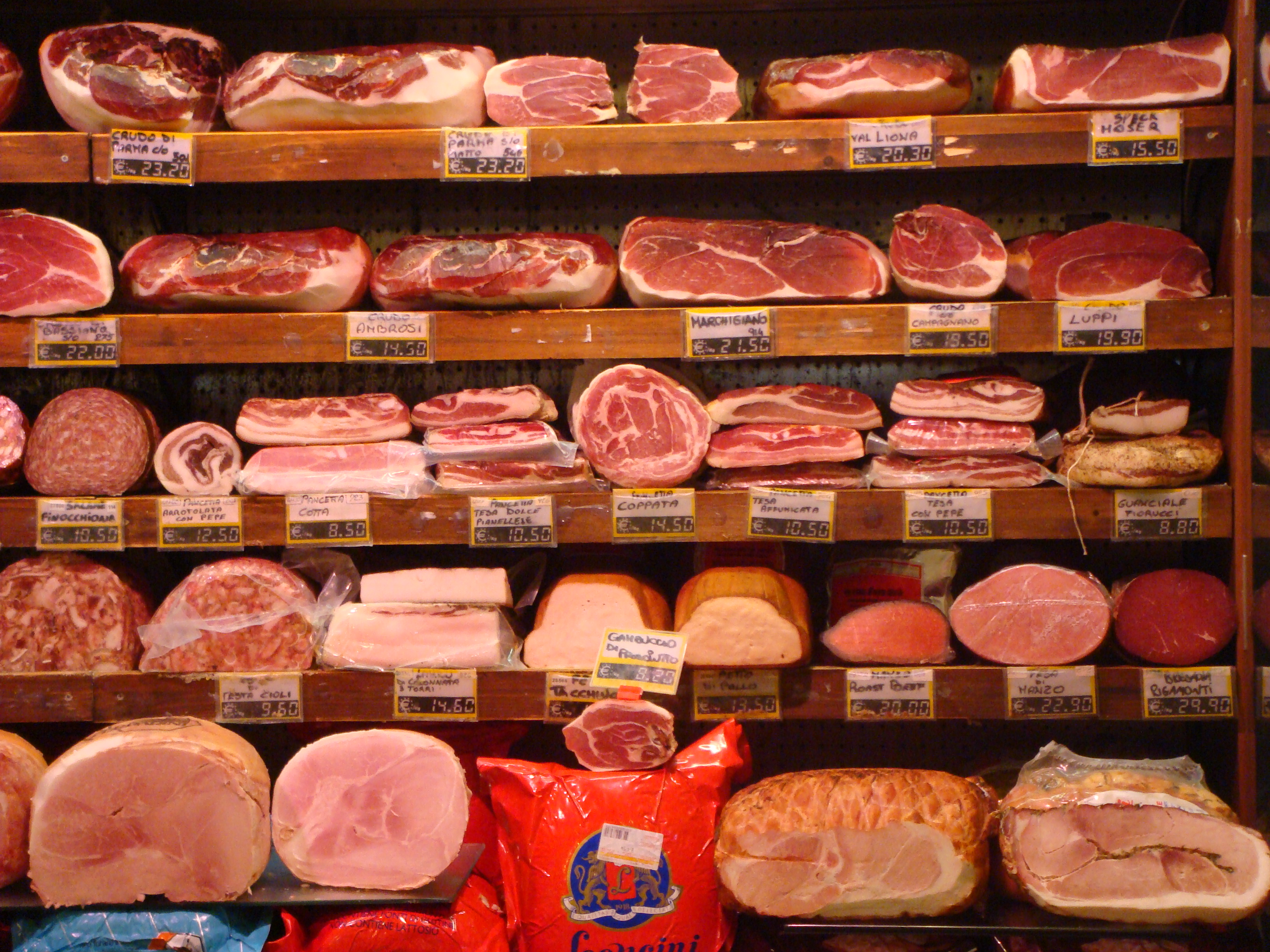
Salumi esposti: nelle due file in alto sono esposte diverse varietà di prosciutto crudo, nella fila in basso varietà di prosciutto cotto

Questa parte del suino viene usata in tutto il mondo per creare diversi prodotti gastronomici, fra i più pregiati vi sono due prodotti italiani, molto diffusi in tutto il territorio nazionale: il prosciutto crudo, che è tra i prodotti agroalimentari italiani più famosi ed esportati nel mondo, e il prosciutto cotto, abbondantemente consumato in tutto il territorio nazionale.